# 那就叫他們吃蛋糕吧！

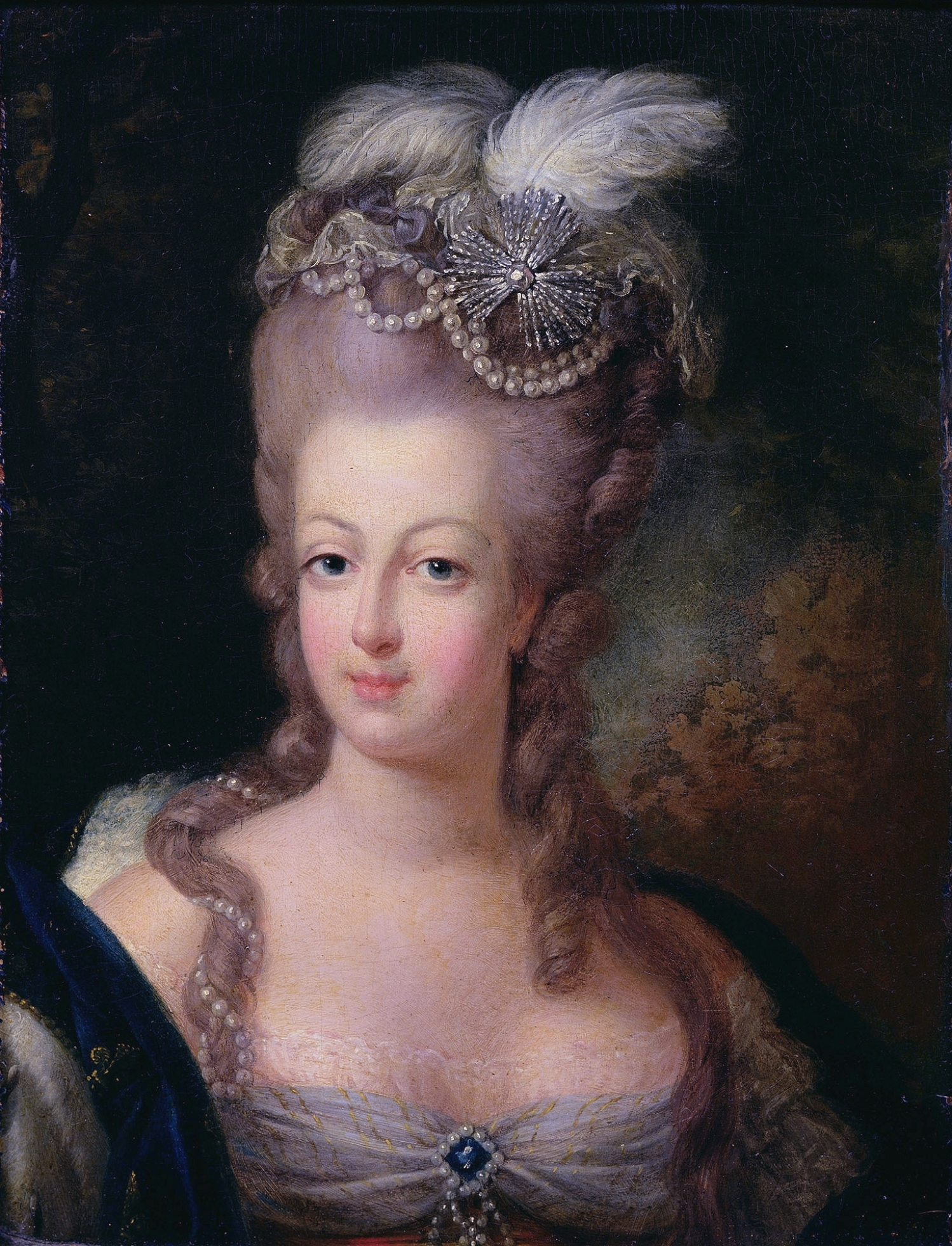
这句话通常被认为是瑪麗安東妮所说

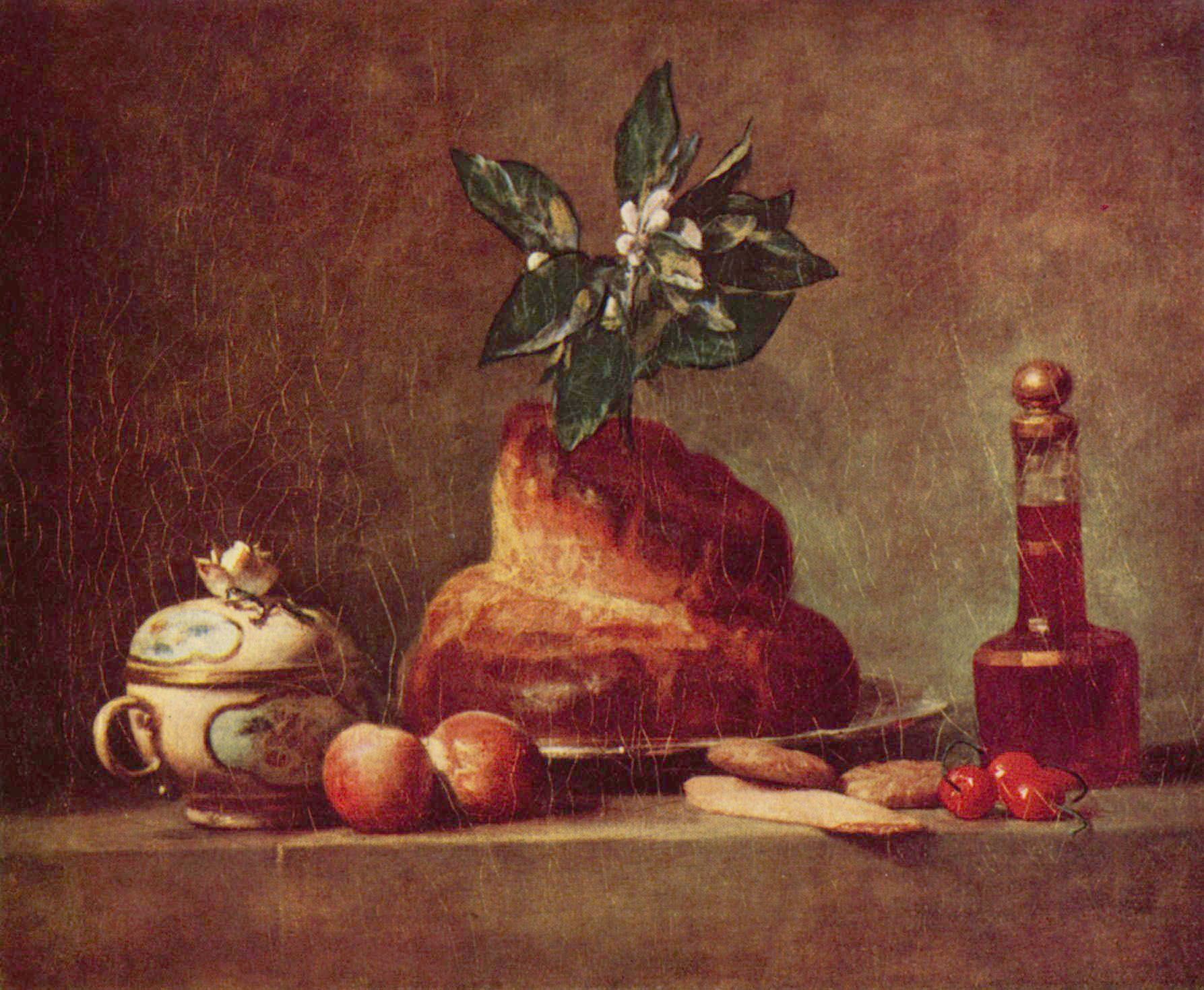
畫家夏爾丹筆下的布莉歐

「那就叫他们吃蛋糕吧！」（法語：Qu'ils mangent de la brioche!）是一句法语短语，通常被認為是法蘭西王國最後的王后瑪麗安東妮所說的，但沒有可靠的正式記錄表明她曾經說過這句話。法國歷史學家考證，這句話甚至未被法國大革命時代的革命黨用來控訴瑪麗王后，極可能是作家阿爾馮斯·卡爾於1843年的一篇文章中穿鑿附會而成。
這句話原出自讓-雅克·盧梭的自传《忏悔录》，他在书中的其中一个章节描述，他正在尋找一些麵包來搭配偷來的葡萄酒时，因为穿著太優雅而無法走進寻常的麵包店，回想起“尊貴公主”的話。
|                                                      | 最后，我想起了一位尊贵的公主的蠢话。有人告诉她说农民没有面包吃了，她回答说：“那就叫他们吃蛋糕吧！” |
| ——讓-雅克·盧梭，《忏悔录》（黎星、范希衡譯本）第六章 | |

《忏悔录》写成于1767年，当时的玛丽王后仍居住在奧地利维也纳，直到三年后满14岁，才嫁给當時是法国王太子的路易十六 。所以这位“尊贵公主”可能另有其人，只是后来的农民将愤慨宣泄在这位热衷打扮的王后身上，藉以諷刺貴族的貪婪與殘暴。《玛丽安东妮传记》作者安东尼亚·弗雷瑟根據解密後的信件，發現玛丽皇后不僅長期救助貧困者，在與奧地利娘家通信時也顯現出對窮人的關懷，品性与《忏悔录》所描述的“尊贵公主”完全不符合。
英国通俗历史学者保罗·约翰逊也强调，《忏悔录》中有多處對历史的描述不符史實，並不能完全尽信。同时，根据路易十八的回忆录，这句话极可能是出自路易十四的首任妻子西班牙的玛丽-泰蕾莎。
法文中文直译为「讓他們吃布莉歐吧」！布莉歐是法国一種富含黃油和雞蛋的高级西點，在當時被認為是一種奢侈食品。因此，語句充分反映出公主對農民生活狀況的无知。尽管法文原文中并没有出现“蛋糕”（gâteau）的字眼，人民文学出版社的中译本采用蛋糕来代替“布莉歐”以方便读者理解。英文/德文等其他版本也通常因同样理由译为或（蛋糕）。

## 另見
- 何不食肉糜

## 外部連結
- Did Marie-Antoinette really say “Let them eat cake”? （页面存档备份，存于）